# Miss France 1979
Miss France 1979 est la 49e élection de Miss France. Elle a lieu à l'Hôtel Nikko à Paris le jeudi 28 décembre 1978.
Sylvie Parera, Miss Marseille 1978 remporte le titre et succède à Brigitte Konjovic, Miss France 1978 en remplacement de Pascale Taurua.
Miss Guadeloupe, Joëlle Ursull suivra par la suite les tournées Miss France 84 et 85 avec le titre de Miss Antilles Mondiales. Entamant ensuite une carrière musicale, elle fera partie du trio Zouk Machine entre 1986 et 1988 puis représentera la France au Concours de l'Eurovision en 1990 avec la chanson White and Black Blues, écrite par Serge Gainsbourg et composée par Georges Augier de Moussac, se classant deuxième.

## Liste des candidates
1. Miss Alsace : Lydia Traquandi
2. Miss Anjou : Corinne Gaborieau
3. Miss Aquitaine : Isabelle Olivier
4. Miss Arcachon : Catherine Mongeois
5. Miss Ardennes : Christine Louis
6. Miss Argouat : Anne-Yvonne Le Roux
7. Miss Armagnac : Martine Remer
8. Miss Aube : Nathalie Rousseau
9. Miss Auvergne : Catherine Chandezon
10. Miss Bocage-Normand : Sylvie Louise
11. Miss Grand-Bordeaux : Martine Lajus
12. Miss Bourgogne : Frédérique Bricage
13. Miss Bretagne : Marie-Laure Uzel
14. Miss Brière : Patricia Arel
15. Miss Champagne : Dominique Corneille
16. Miss Corrèze : Catherine Laferte
17. Miss Côte d'Azur : Béatrice Burié
18. Miss Côte-d'Opale : Brigitte Maréchal
19. Miss Doubs : Véronique Pape
20. Miss Flandres : Patricia Herin
21. Miss France-Comté : Andrée Ringenbach
22. Miss Gascogne : Patricia Gleyze
23. Miss Grande-Motte : Florence Dourdou
24. Miss Guadeloupe : Joëlle Ursull
25. Miss Ile-de-France : Nicole Prymirski
26. Miss Languedoc : Martine David
27. Miss Léman : Marie-Laure Harroch
28. Miss Lille : Myriam Brunooghe
29. Miss Limousin : Pascale Fayraud
30. Miss Littoral-Nord : Catherine Dupuy
31. Miss Lorraine : Myriam Moingeon
32. Miss Lyon : Jocelyne Mercier
33. Miss Marseille : Sylvie Paris
34. Miss Martinique
35. Miss Métropole-Nord : Christine Franchomme
36. Miss Monbazillac : Martine Pauliac
37. Miss Basse-Normandie : Brigitte Drouin
38. Miss Haute-Normandie : Brigitte Miralles
39. Miss Paris : Chantal Braham
40. Miss Périgord : Corinne Bernatta
41. Miss Picardie : Marie-Laure Cartry
42. Miss Poitou : Sophie Parola
43. Miss Réunion : Isabelle Jacquemart
44. Miss Sarthe : Sylvie Blin
45. Miss Savoie : Brigitte Vanin
46. Miss Seine-et-Marne : Claire Rousseau
47. Miss Tahiti : Moeata Schmouker
48. Miss Territoire-de-Belfort
49. Miss Toulouse : Catherine Dessevre
50. Miss Touraine : Ghislaine Raineau

## Classement final
| Résultat         | Candidate           | Région            |
| ---------------- | ------------------- | ----------------- |
| Miss France 1979 | Sylvie Parera       | Miss Marseille    |
| 1re dauphine     | Martine David       | Miss Languedoc    |
| 2e dauphine      | Isabelle Jacquemart | Miss Réunion      |
| 3e dauphine      | Marie-Laure Uzel    | Miss Bretagne     |
| 4e dauphine      | Joëlle Ursull       | Miss Guadeloupe   |
| 5e dauphine      | Brigitte Maréchal   | Miss Côte-d'Opale |
| 6e dauphine      | Patricia Herin      | Miss Flandres     |

Prix :
- de la coiffure : Miss Grande-Motte
- du costume folklorique : Miss Bourgogne
- de la courtoisie : Miss Seine- et-Marne
- de l'élégance : Miss Ile-de-France
- des mannequins : Miss Lyon
- de la photogénie : Miss Alsace
- du sourire : Miss Arcachon
- de Waleffe : Miss Gascogne